# باسر (اسم)
بَاسِر هو اسم علم مذكر من أصل عربي، ومعناه هو العابس الوجه، والمتعجل في الأجر والأمر، وملقح النخلة قبل الأوان.